# جيمس ستيفنز (سياسي أمريكي)
جيمس ستيفنز (بالإنجليزية: James Stevens)‏ هو سياسي أمريكي، ولد في 9 مايو 1836، وتوفي في 14 يونيو 1912. حزبياً، نشط في الحزب الديمقراطي. وقد انتخب عضو جمعية ولاية نيويورك وانتخب عضو مجلس ولاية نيويورك.